# Dillenia reticulata
Dillenia reticulata är en tvåhjärtbladig växtart som beskrevs av George King. Dillenia reticulata ingår i släktet Dillenia och familjen Dilleniaceae. Utöver nominatformen finns också underarten D. r. psilocarpella.